# Marc Claudi Marcel (edil)
Marc Claudi Marcel (en llatí Marcus Claudius M. F. M. N. Marcellus) va ser un magistrat romà que formava part de la gens Clàudia i era de la família dels Claudi Marcel.
Va ser edil curul l'any 91 aC. Era fill de Marcus Claudius Marcellus i se suposa que va ser el germà de Caius Claudius Marcellus i el pare de Marcus Claudius Marcellus, que va ser cònsol l'any 51 aC.